# Erik Vlaminck
Erik Vlaminck (Kapellen, 2 juli 1954) is een sociaal bewogen roman- en theaterauteur. Hij werd bekend met een zesdelige romancyclus over het ongewone leven van gewone mensen in het Vlaanderen van de 20e eeuw (in 2005 gebundeld in drie delen: Langs moederszijde, Langs vaderszijde, Langs schrijverszijde) en brak door bij een ruim lezerspubliek met Suikerspin (2008) en Brandlucht (2011).

## Biografie
Vlaminck is de zoon van handelsreiziger Georges Vlaminck (1923-1981) en naaister Anna Rombouts (1929-1989). Van 1960 tot 1973 liep hij school aan het Sint-Michielscollege (Brasschaat). Van 1973 tot 1975 volgde hij de lerarenopleiding aan het H. Pius X-instituut (Antwerpen) en ging daarna aan de slag als hulpverlener in een psychiatrisch centrum. 
In 1976 debuteerde hij met de novelle De troost. In 1980 was hij mede-oprichter van het sociaal geïnspireerde Seeftheater waar hij tot 1984 vier stukken regisseerde en daarnaast bleef werken in de welzijnssector. In 1993 begint hij een column in het tijdschrijf Alert - Brieven van Dikke Freddy waarin een dakloze zijn problemen aankaart bij de groten der aarde - die later in boekvorm en op de planken verschijnen.
In 1994 werd hij voltijds schrijver. In 1997 werd hij docent aan de Antwerpse SchrijversAcademie en leidde dit opleidingsinstituut vanaf 2000. In 2006 was hij mede-oprichter van de Vlaamse Auteursvereniging en werd de eerste voorzitter (met Koen Stassijns als ondervoorzitter). In 2012 werd hij verkozen tot lid van de Koninklijke Academie voor Nederlandse Taal en Letteren en was er voorzitter van 2015 tot 2017 (met Frank Willaert als ondervoorzitter). Van 2018 tot 2023 was Vlaminck voorzitter van PEN Vlaanderen.

## Theaterproducties
- Gasstraat 14, Seeftheater, 1980
- Stuyvenberg, da's niet erg, Seeftheater, 1981
- Om dood te vallen, Brialmonttheater, 1982
- Het einde van de Toekomst, Seeftheater, 1983
- De Poetrel, Seeftheater, 1984
- Wolven huilen, De Korre, 1994
- Wolven huilen (remake), Hakuna Matada, 1998
- Angélique, De Groene Waterman, 2003
- Aimé De Smul (i.s.m. Geertrui Daem & Filip de Fleurquin), De Groene Waterman, 2004
- Schimmen, Stad Thorn, 2006
- Dank u Heren, Arenbergschouwburg, 2007
- Dulle Gulle Griet, De Kern, 2009
- Dubieuze Debiteuren, gelegenheidsact Willem Elsschotgenootschap, 2010
- Van de Velde, Olympique Dramatique & Toneelhuis, 2012
- Diep in mijn hart, Tutti Fratelli, 2013
- Suikerspin, Laika, 2013
- Miranda, Theater aan Zee / De Kolonie mt, 2014
- Ten Huwelijk!, Tutti Fratelli, 2014
- De Wattman, De Kolonie mt, 2016
- Pamina en niks anders, Pamina, 2018
- Een berg mens onder witte lakens, Theater PEG, 2020
- boeren, MoMeNT, 2021
- De Hoop, Tutti Fratelli, 2021
- Tir Arthur, Schouwburg Noord, 2023

## Erkenning
- 1975: Basiel de Craeneprijs voor poëzie 1975 (Gedicht voor Ellen Sutherland)
- 1994: shortlist AT&T-prijs  (Wolven huilen)
- 1995: longlist Librisprijs  (Wolven huilen)
- 2008: Provincieprijs Antwerpen voor Theater 2008 (Dank u, heren)
- 2009: Longlist Librisprijs (Suikerspin)
- 2009: longlist AKO-prijs (Suikerspin)
- 2010: Provincieprijs Antwerpen voor Proza 2010 (Suikerspin)
- 2012: verkozen tot lid van de Koninklijke Academie voor Nederlandse Taal en Letteren
- 2012: Cultuurprijs gemeente Kapellen 2012
- 2012: longlist Librisprijs  (Brandlucht)
- 2012: longlist AKO-prijs  (Brandlucht)
- 2013: Halewijnprijs (literatuurprijs stad Roermond)
- 2016: Gulden Boek (Boek.be-prijs voor verdienste voor het boekenvak)
- 2017: shortlist Cutting Edge Award (De Zwarte Brug)
- 2023: shortlist Prijs van de Gelijkheid (Dikke Freddy)
- 2024: shortlist Confituur-Boekhandelsprijs (Iconen)

- Bibliothèque nationale de France: cb14622003p (data)
- Digitale Bibliotheek voor de Nederlandse Letteren: vlam005
- Gemeinsame Normdatei: 1225832918
- International Standard Name Identifier: 0000 0000 2806 1973
- Library of Congress Control Number: n00028541
- MusicBrainz: 62e04ccc-f6a7-4897-957f-322b63b2eed4
- Nederlandse Thesaurus van Auteursnamen: 069096902
- Système universitaire de documentation: 191607215
- Virtual International Authority File: 7641351
- WorldCat: E39PBJhRyvGK8wDMgRrT7rBHG3